# Gmina Trzciana
Die Gmina Trzciana ist eine Landgemeinde im Powiat Bocheński der Woiwodschaft Kleinpolen in Polen. Ihr Sitz ist das gleichnamige Dorf mit etwa 1580 Einwohnern.

## Gliederung
Zur Landgemeinde (gmina wiejska) Trzciana gehören folgende Dörfer mit einem Schulzenamt:
Kamionna, Kierlikówka, Leszczyna, Łąkta Dolna, Rdzawa, Trzciana und Ujazd.